# Pondori
Pondori est une commune rurale du Mali, dans l'arrondissement central de Djenné, le cercle de Djenné et la région de Mopti.

## Villages
La commune s'étend sur 6 localités relevées lors du recensement général de 2009. 
Les villages les plus peuplés sont :
- Gomitogo (4 099 habitants)
- Kobassa (1 556 habitants)
- Noina (1 509 habitants)
- Sirimou (1 472 habitants)